# Kemična sprememba
Kémična spremémba je snovna sprememba, pri kateri nastane nova snov z drugačnimi značilnostmi kot izhodna. Kemične spremembe zapisujemo s kemijskimi enačbami.
Kemična reakcija je sprememba, ki nastane zaradi dodatka elementov, ki vplivajo na strukturo in izvirni kemijski sestav, a pri tem ne spremenijo mase snovi.
Snovi, ki v reakcijo vstopijo, so reaktanti, snovi ki nastanejo, pa so produkti.